# Tettigometra sordida
Tettigometra sordida är en insektsart som beskrevs av Franz Xaver Fieber 1865. Tettigometra sordida ingår i släktet Tettigometra och familjen Tettigometridae.
Artens utbredningsområde är Turkiet. Inga underarter finns listade i Catalogue of Life.